# Ilha Rossel
A ilha Rossel (ou Yela) é uma ilha no Arquipélago das Luisíadas, na província de Milne Bay, na Papua-Nova Guiné. Tinha 5553 habitantes em 2014.
O seu nome foi dado a partir do nome de um oficial da expedição france de d'Entrecasteaux, entre 1791 e 1793. É a mais oriental das ilhas do Arquipélago das Luisíadas e a segunda maior, após Vanitinai.